# US Granville
US Granville is een Franse voetbalclub uit Granville. De club werd opgericht in 1918. In 2015-16 was de club erg succesvol in de Coupe de France en bereikte de kwartfinales.